# (1077) Campanula
Pour les articles homonymes, voir Campanula (homonymie).
(1077) Campanula est un astéroïde de la ceinture principale découvert le 6 octobre 1926 par l'astronome allemand Karl Reinmuth à l'Observatoire du Königstuhl près de Heidelberg. Sa désignation provisoire était 1926 TK. Il tire son nom du genre de plantes à fleurs Campanule.